# جاك النويك
جاك النويك (بالإنجليزية: Jak Alnwick)‏ (17 يونيو 1993 في المملكة المتحدة - ) هو لاعب كرة قدم بريطاني في مركز حراسة المرمى. شارك مع منتخب إنجلترا تحت 17 سنة لكرة القدم ومنتخب إنجلترا تحت 18 سنة لكرة القدم ومنتخب إنجلترا تحت 19 سنة لكرة القدم ومنتخب إنجلترا تحت 20 سنة لكرة القدم. أما مع النوادي، فقد لعب مع برادفورد سيتي وبورت فايل ونيوكاسل يونايتد ونادي غيتزهد.

## وصلات خارجية
- جاك النويك على موقع الاتحاد الأوربي (الإنجليزية)
- جاك النويك على موقع قاعدة بيانات كرة القدم.إي يو (الإنجليزية)
- جاك النويك على موقع Soccerbase.com (لاعب) (الإنجليزية)
- جاك النويك على موقع Soccerway.com (الإنجليزية)
- جاك النويك على موقع عالم كرة القدم.نت (الإنجليزية)
- جاك النويك على موقع AS.com (الإسبانية)